# Sinthusa verena
Sinthusa verena är en fjärilsart som beskrevs av Grose-smith 1895. Sinthusa verena ingår i släktet Sinthusa och familjen juvelvingar. Inga underarter finns listade i Catalogue of Life.